# Йохан Лудвиг фон Лайнинген-Дагсбург-Фалкенбург
Йохан Лудвиг фон Лайнинген-Дагсбург-Фалкенбург (на немски: Johann Ludwig von Leiningen-Dagsburg-Falkenburg; * 29 юли 1673; † сл. 1699) е граф на Лайнинген-Дагсбург-Фалкенбург в Гунтерсблум.

## Произход и наследство
Той е син на граф Йохан Лудвиг фон Лайнинген-Дагсбург-Фалкенбург в Гунтерсблум (1643 – 1687) и първата му съпруга Амалия Сибилия фон Даун-Фалкенщайн (* 27 юни 1639; † ?), дъщеря на граф Вилхелм Вирих фон Даун-Фалкенщайн (1613 – 1682) и графиня Елизабет фон Валдек-Вилдунген (1610 – 1647). Родителите му се развеждат през 1674 г. Баща му се жени втори път през 1678 г. за графиня София Сибила фон Лайнинген-Вестербург (1656 – 1724).
По-голям полубрат е на Карл Лудвиг фон Лайнинген-Дагсбург-Фалкенбург (1679 – 1709) и Емих Леополд фон Лайнинген-Дагсбург-Фалкенбург (1685 – 1719).
Графската линия Лайнинген-Дагсбург-Фалкенбург е разделена през 1658 г. на линиите Лайнинген-Дагсбург († 1706), Лайнинген-Хайдесхайм; († 1766) и Лайнинген-Гунтерсблум (до 1774).
Йохан Лудвиг умира сл. 1699 г. Графството Дагсбург попада през 1774 г. на линията Лайнинген-Дагсбург-Харденбург.

## Фамилия
Йохан Лудвиг се жени 1694 г. за графиня Анна Ернестина фон Фелен-Меген (* 12 април 1650; † 23 февруари 1729), дъщеря на Фердинанд Готфрид фон Велен-Меген († 1685) и графиня София Елизабет фон Лимбург-Бронкхорст († 1685). Те има децата:
- Изабела Шарлота Амалия (* 1 януари 1695), монахиня
- Йохан Франц (1698 – ок. 1750), граф на Лайнинген-Дагсбург-Фалкенбург, женен на 6 юли 1736 г. за графиня Шарлота фон Валдероде (1703 – 1745)
- две деца